# 埃利斯島
埃利斯島（英語：Ellis Island，又譯艾利斯島、愛麗絲島）是位於美國紐約州及新澤西州紐約港內的一個島嶼。與自由女神像的所在地自由島相鄰。埃利斯島在1892年1月1日到1954年11月12日期間是移民管理局的所在地。許多來自歐洲的移民在這里踏上美國的土地，進行身體檢查和接受移民官的詢問。1998年，美國最高法院裁定埃利斯島因填海而產生陸地原屬新澤西州的水域，所以大部分的埃利斯島範圍屬於新澤西州。目前，埃利斯島上的移民管理局已經改建為移民博物館（Immigration museum）並對外開放民眾參觀。

## 外部連結

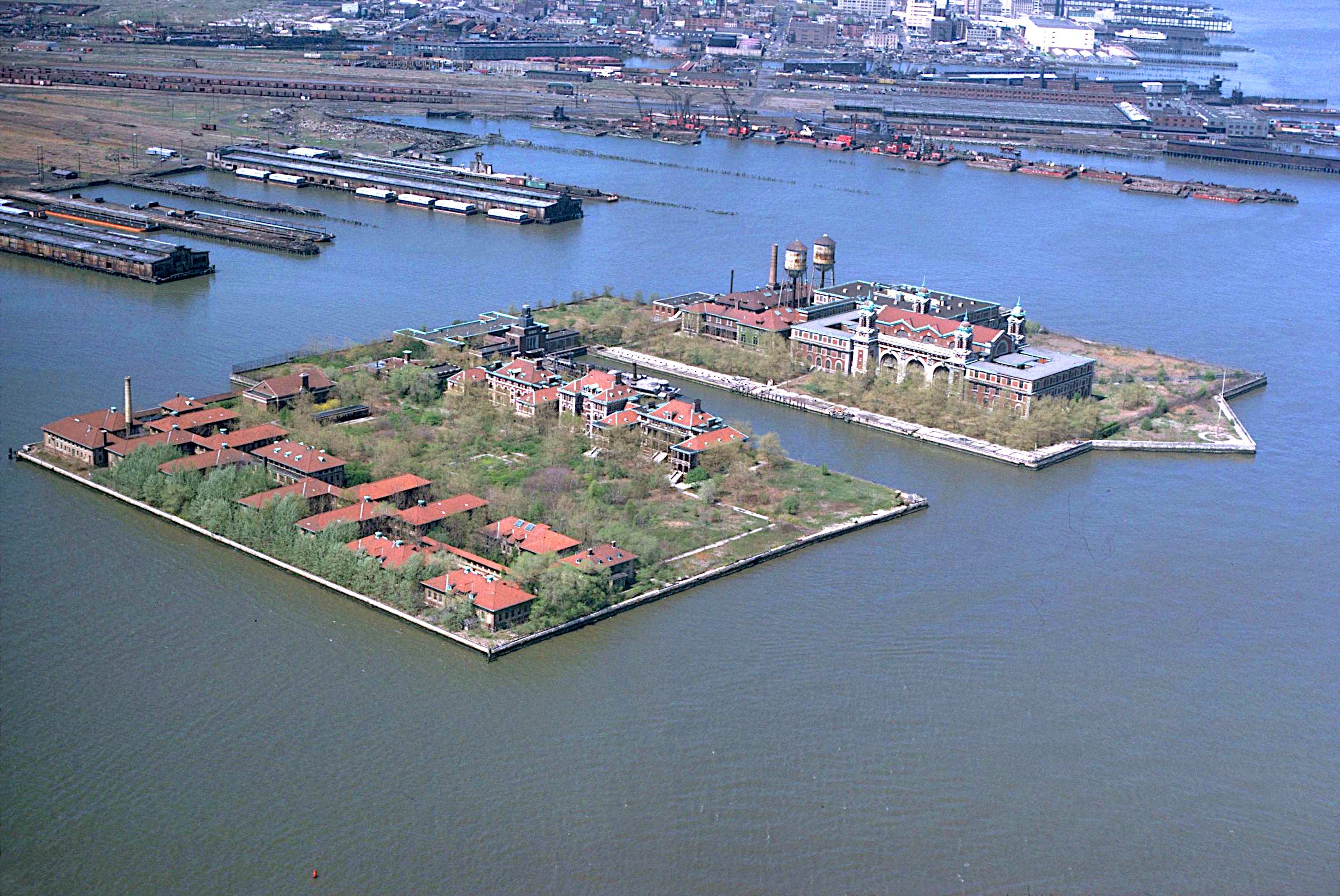
1970年代初期的埃利斯島。因1976年時的填海造陸工程，今日的埃利斯島已與照片中形狀不太相同。

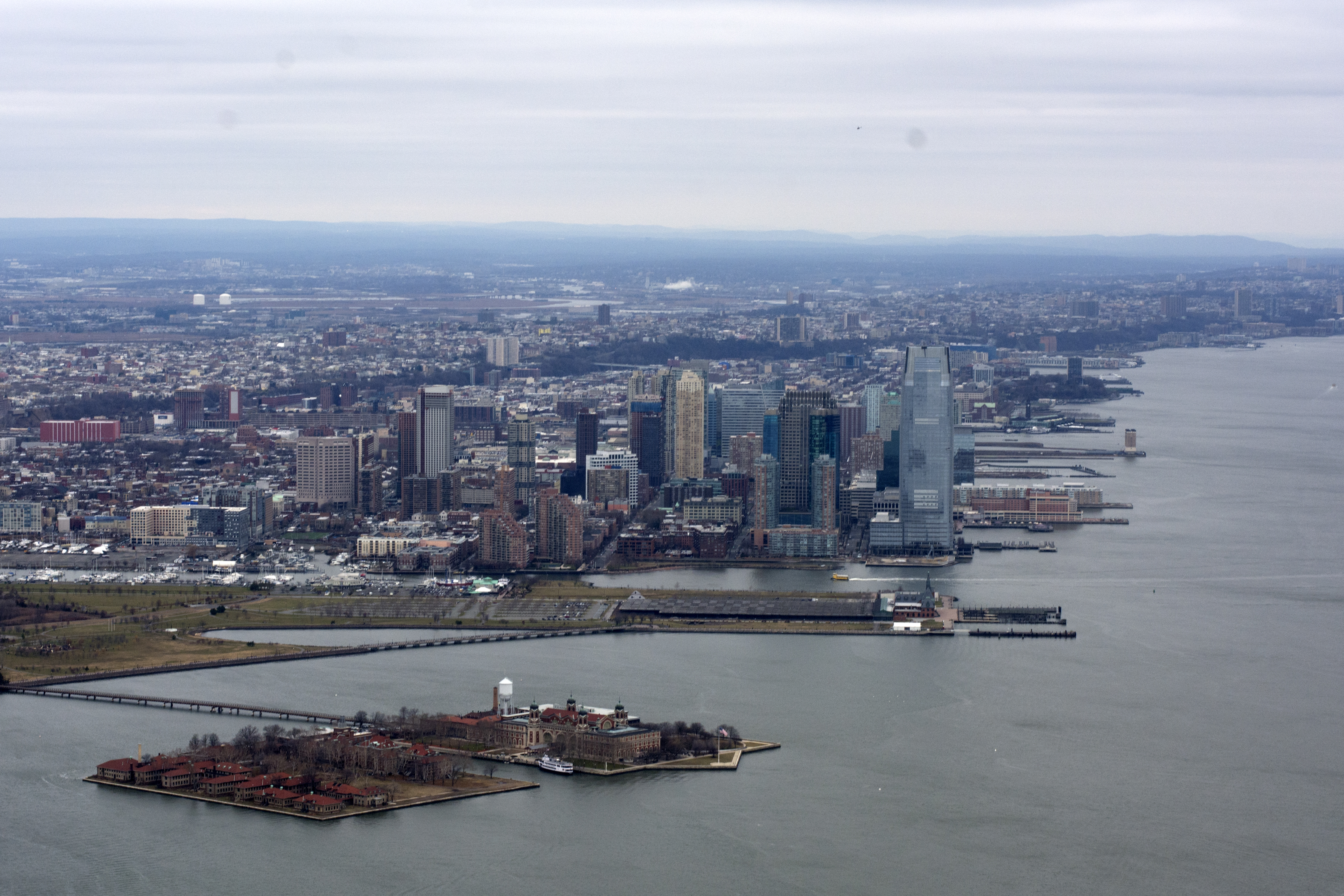
2014年時拍攝的埃利斯島，可以清楚的見到在1985年時修築的埃利斯島鐵橋。

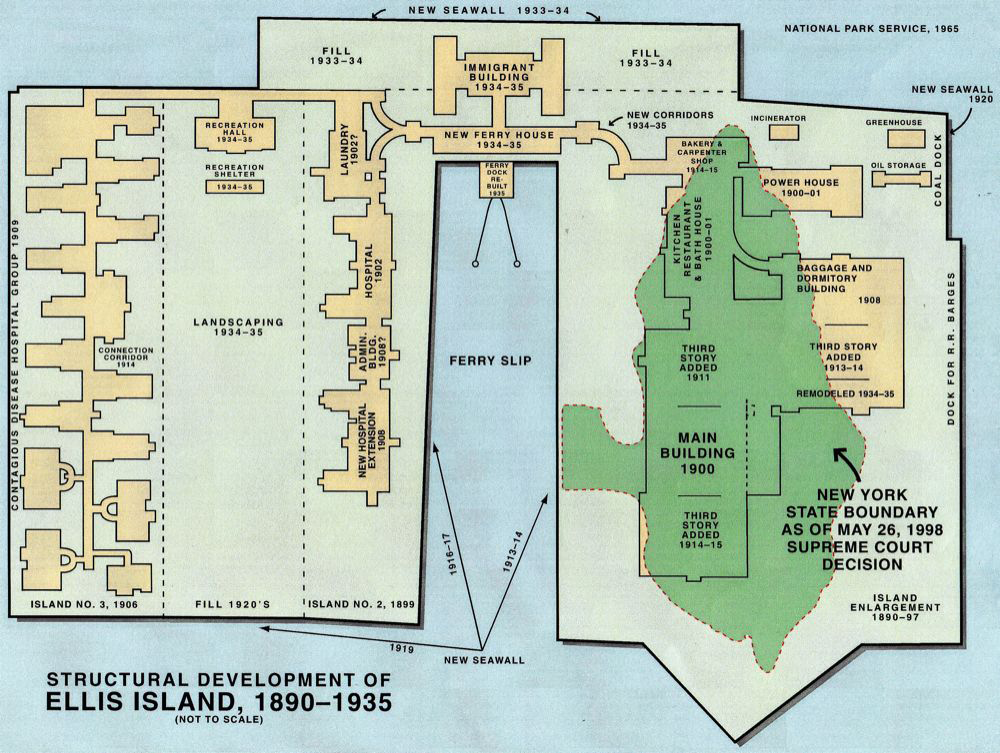
綠色為島嶼的原始面積且只有該區域所屬於紐約州紐約市，其餘部分為新澤西州澤西市所屬區域。

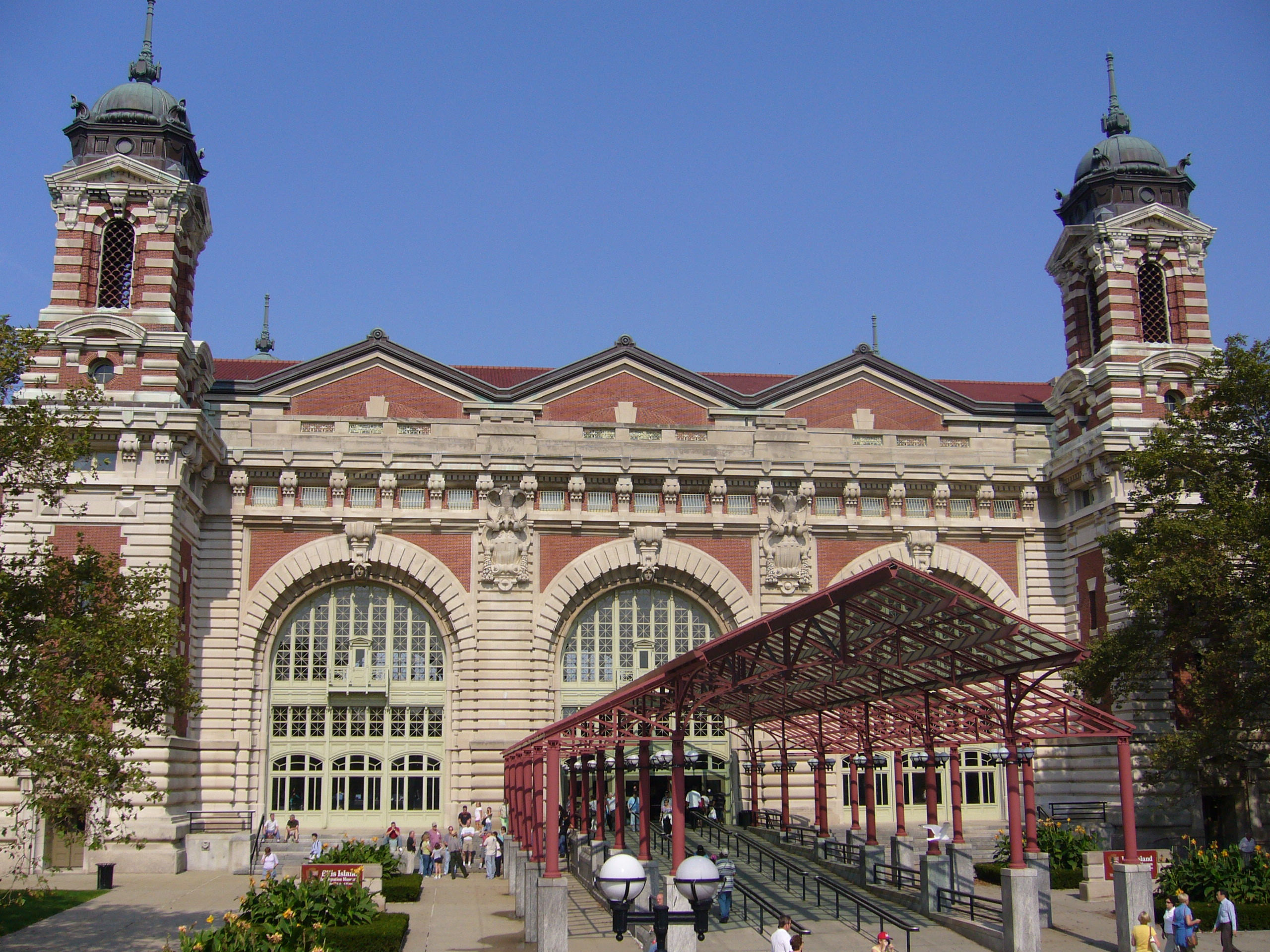
移民博物館

- Ellis Island home page（页面存档备份，存于）

40°41′58″N 74°02′30″W / 40.699398°N 74.041723°W